# Зграда Завичајног музеја у Пријепољу
Зграда Завичајног музеја је грађевина која се налази у Пријепољу. Проглашена је непокретним културним добром Републике Србије и под заштитом је Завода за заштиту споменика културе Краљево.

## Опште информације
Зграда је подигнута у периоду од 1839. до 1845. године. У згради су биле смештене медреса и руждија (нижа гимназија у трајању од три године у којој су изучавани предмети религијског и световног карактера), а након тога од 1914. и прва пријепољска гимназија. На згради се налази плоча која сведочи о догађају значајном за историју града: „Овде је одржан I састанак иницијалног одбора за формирање АВНОС-а октобра 1943. године”. Након Другог светског рата у овој згради је била основна школа, а затим и школа ученика у привреди. Изузетна вредност објекта огледа се у архитектури и очувању аутентичности и амбијенталних вредности старе пријепољске чаршије. У изгледу зграде уочљив је јак утицај исламске архитектуре, прилагођене амбијенту у којем је саграђена.
Уписана је у регистар Завода за заштиту споменика културе Краљево 1980. године.